# 八部半
《8½》（義大利語：Otto e Mezzo）是意大利導演费德里柯·费里尼於1963年執導的電影，它被許多影評人評為「有史以來最出色的電影之一」，榮獲多項國際大奬，包括奧斯卡最佳外語片。2002年，本片被英國電影學會的《视与听》雜誌評為（導演評選）十大最佳電影第三位。

## 概述
《8½》由當時影壇以大膽創新著稱的攝影師Gianni di Venanzo以黑白電影形式拍攝，並由尼諾·羅塔為電影配樂；男主角是素有「歐洲第一紳士」美譽、風度翩翩的馬斯楚安尼，片裡飾演週旋於十幾位女影星裡中年男人，演技精湛，尤為此片添色不少。

## 註解
1. ↑  . Sight and Sound.   [9-7-2010]. （原始内容存档于2007-12-29）.

## 外部連結
- 互联网电影数据库（IMDb）上《八部半》的资料（英文）
- 豆瓣电影上《八部半》的資料 （简体中文）